# مقصورة رقم 6
مقصورة رقم 6 هو فيلم دراما من إخراج وتأليف جوهو كيوشمانين، تم اختيار الفيلم ليمثل فنلندا في جائزة الأوسكار لأفضل فيلم بلغة أجنبية.
وصدر فيلم الطريق عام 2021. وهو من بطولة سيدي هارلا ويورا بوريسوف، استنادا إلى رواية تحمل نفس الاسم صدرت عام 2011 بقلم روزا ليكسوم.